# Dino Vannucci
Dino Vannucci (Vergato, 15 agosto 1895 – San Paolo, 31 agosto 1937) è stato un medico italiano antifascista.

## Biografia
Nacque a Vergato, in provincia di Bologna, da Ida Lori e dall'ingegner Ulderico Vannucci, fiorentini trasferitisi momentaneamente in Emilia per lavoro. Tornato presto a Firenze, Dino Vannucci vi compì gli studi fino alla laurea in medicina, cui seguirono la libera docenza in anatomia e istologia e il lavoro nell'Ospedale di Santa Maria Nuova.
Volontario nel 3º Reggimento alpini nella Grande Guerra, fu decorato di medaglia di bronzo il 21 ottobre 1915 e tornò invalido per la perdita di un dito della mano e claudicante per una ferita a un ginocchio. Sposato con France Oberle, ebbe due figlie, Mirella e Marta.
Con l'avvento del fascismo in Italia, s'impegnò in una politica di opposizione. Nel 1924 fu tra gli aderenti, insieme con Ernesto Rossi, Enrico Bocci, Carlo Rosselli, Luigi Rochat, Nello Traquandi ed Ernesto Menichetti dell'associazione clandestina Italia libera e nella sua casa si tenevano abitualmente le riunioni del gruppo fiorentino. Fu tra i collaboratori e diffusori, nel 1925, del foglio clandestino «Non Mollare» di Gaetano Salvemini.
In maggio, la delazione di un tipografo lo costrinse a fuggire a Padova e di qui in Brasile, dove nel 1930 fu raggiunto dalla famiglia e dove morì nel 1937 per setticemia, nell'ospedale italiano da lui diretto a San Paolo.
| Controllo di autorità | VIAF (EN) 107276751 · ISNI (EN) 0000 0000 7709 9636 · SBN PALV063670 · LCCN (EN) no2014132852 · GND (DE) 140598847 |